# Acrodictys elaeidis
Acrodictys elaeidis är en svampart som beskrevs av J.M. Yen & Sulmont 1970. Acrodictys elaeidis ingår i släktet Acrodictys, divisionen sporsäcksvampar och riket svampar.   Inga underarter finns listade i Catalogue of Life.